# Glomfjord
Glomfjord este o localitate din comuna Meløy, provincia Nordland, Norvegia, cu o suprafață de 1,13 km² și o populație de 1.120 locuitori (2013).